# جاكلين روز
جاكلين روز (بالإنجليزية: Jacqueline Rose)‏ (مواليد سنة 1949، لندن)، هي أكاديمية بريطانية وأستاذة في كلية بيركبيك - جامعة لندن.

## حياتها وعملها
وُلدت روز لعائلة يهودية غير ملتزمة. شقيقتها الكبرى هي الفيلسوفة جيليان روز. اشتهرت جاكلين روز لأعمالها التي تدور حول العلاقة بين التحليل النفسي، الأنثوية والأدب. تخرجت روز من كلية سانت هيلدا، أكسفورد، وحصلت على الماجستير من السوربون، باريس، والدكتوراة من جامعة لندن.
روايتها ألبرتين، والتي نشرت سنة 2001، تدور حول التباين الأنثوي في رواية البحث عن الزمن المفقود للكاتب الفرنسي «مارسيل بروست».
اشتهرت لدراستها النقدية حول حياة وعمل الشاعرة الأمريكية سيلفيا بلاث، مطاردة سيلفيا بلاث، نشرت في 1991، عرضت روز تفسيرا لأنثوية ما بعد الحداثة في أعمال بلات، واتنقدت زوج بلات تيد هيوز ومحررين آخرين لكتابات بلات. وصفت روز العداء الذي عانته من هيوز وشقيقه (الذي كان المنفذ الأدبي لأعمال بلات) وتضمن هذا العداء تهديدات تلقتها من هيوز حول تحليل روز لقصيدة «آسر الأرنب» لبلات. تعرض مطاردة سيلفيا بلاث لنقد لاذع، وكانت مادة استخدمتها الناقدة الشهيرة جانت مالكولم في كتابها المرأة الصامتة: سيلفيا بلاث وتيد هيوز.
روز مذيعة منتظمة وتساهم في مجلة لندن ريفيو أوف بوكس.
كان حالات الفانتازيا الذي كتبته روز مصدر إلهام للمؤلف الموسيقي الأمريكي من أصل مصري محمد فيروز حيث قدم كونشرتو يحمل الاسم نفسه.

## نقد إسرائيل
تنتقد روز بشدة الصهيونية، ووصفتها على أنها «[صادمة] لليهود وكذلك للفلسطينيين».

## مؤلفاتها
- ألبرتين
- مطاردة سيلفيا بلات
- حالات الفانتازيا
- مغامرة الفكر الأوروپي
- Proust among the Nations: From Dreyfus to the Middle East
- حالة بيتر بان، أو خيال الأطفال المستحيل
- الجنسانية في مجال الرؤية
- لماذا الحرب: التحليل النفسي، السياسات والعودة لملاني كلاين
- مسألة صهيون
- عدم القدرة على النوم: التحليل النفسي والعالم الحديث
- المقاومة الأخيرة